# Begonia cebadillensis
Espèce
Begonia cebadillensis est une espèce de plantes de la famille des Begoniaceae. Ce bégonia est originaire d'Amérique centrale. L'espèce fait partie de la section Knesebeckia. Elle a été décrite en 1946 par Lyman Bradford Smith (1904-1997) et Bernice Giduz Schubert (1913-2000), à la suite des travaux de Arthur Duvernoix Houghton (1870-1938). L'épithète spécifique cebadillensis signifie «  de Cebadilla » en référence à La Cebadilla au Salvador, localité de récolte des types par S. Calderón en 1922.  

## Répartition géographique
Cette espèce est originaire des pays suivants : El Salvador ; Guatemala.